# Борш (комуна)
Борш (рум. Borș) — комуна у повіті Біхор в Румунії. До складу комуни входять такі села (дані про населення за 2002 рік):
- Борш (1160 осіб) — адміністративний центр комуни
- Сантеул-Маре (335 осіб)
- Сантеул-Мік (452 особи)
- Синтіон (1462 особи)

Комуна розташована на відстані 446 км на північний захід від Бухареста, 10 км на північний захід від Ораді, 141 км на захід від Клуж-Напоки.

## Населення
За даними перепису населення 2002 року у комуні проживали 3409 осіб.
Національний склад населення комуни:
| Національність   | Кількість осіб | Відсоток |
| ---------------- | -------------- | -------- |
| угорці           | 3163           | 92,8%    |
| румуни           | 207            | 6,1%     |
| цигани           | 32             | 0,9%     |
| словаки          | 5              | 0,1%     |
| німці            | 1              | < 0,1%   |
| росіяни-липовани | 1              | < 0,1%   |

Рідною мовою назвали:
| Мова      | Кількість осіб | Відсоток |
| --------- | -------------- | -------- |
| угорська  | 3190           | 93,6%    |
| румунська | 198            | 5,8%     |
| циганська | 17             | 0,5%     |
| словацька | 4              | 0,1%     |

Склад населення комуни за віросповіданням:
| Релігія                                       | Кількість осіб | Відсоток |
| --------------------------------------------- | -------------- | -------- |
| реформати                                     | 2722           | 79,8%    |
| римо-католики                                 | 371            | 10,9%    |
| православні                                   | 174            | 5,1%     |
| баптисти                                      | 47             | 1,4%     |
| греко-католики                                | 13             | 0,4%     |
| п'ятдесятники                                 | 12             | 0,4%     |
| бретрени                                      | 4              | 0,1%     |
| адвентисти                                    | 3              | 0,1%     |
| унітарії                                      | 3              | 0,1%     |
| не релігійні                                  | 2              | 0,1%     |
| лютерани (Синодально-пресвітеріанська церква) | 1              | < 0,1%   |
| атеїсти                                       | 1              | < 0,1%   |
| не вказали релігію                            | 3              | 0,1%     |